# تيدي بوكنر
تيدي بوكنر (بالإنجليزية: Teddy Buckner)‏ هو بواق أمريكي، ولد في 16 يوليو 1909 في شيرمان في الولايات المتحدة، وتوفي في 22 سبتمبر 1994 في لوس أنجلوس في الولايات المتحدة بسبب سرطان.

## وصلات خارجية
- تيدي بوكنر على موقع IMDb (الإنجليزية)
- تيدي بوكنر على موقع ميوزك برينز (الإنجليزية)
- تيدي بوكنر على موقع أول ميوزيك (الإنجليزية)
- تيدي بوكنر على موقع ديسكوغز (الإنجليزية)